# Janka
Janka er en målemetode, opfundet af Østrig-amerikaneren Gabriel Janka (1864-1932), til at angive hårdheden på forskellige træsorter. Den måler kraften der skal til for at presse en stålkugle med diameteren 11,28 mm halvvejs ind i et et stykke træ.